# Alessandro Duè
Alessandro Duè (Pisa, 10 luglio 1913 – ...) è stato un calciatore italiano, di ruolo attaccante.

## Carriera
Giocò in Serie A con Juventus e Bari.

## Palmarès

### Club

#### Competizioni nazionali
- Prima Divisione: 1

Pisa: 1933-1934